# Lindenius
Lindenius ist eine Gattung der Grabwespen (Spheciformes) aus der Familie Crabronidae. Weltweit sind etwa 60 Arten bekannt, das Hauptverbreitungsgebiet ist die Paläarktis, in der 47 Arten heimisch sind. In Europa kommen 24 Arten vor, sechs auch in Mitteleuropa.

## Merkmale
Die kleinen, dunkel gefärbten Grabwespen haben einzähnige Mandibeln sowie Punktaugen (Ocelli), die in einem breiten, abgeflachten Dreieck liegen.

## Lebensweise
Die Weibchen mitteleuropäischer Arten legen ihre Nester im sandigen, wie harten, flachen Erdboden an. Der Nesteingang wird charakteristisch durch Aushub trichterförmig erweitert. Der Nesteingang wird während der Ausflüge nicht verschlossen, fliegt das Weibchen mit Beute das Nest an, fliegt es direkt in die Öffnung. Am Ende einer sechs bis zehn Zentimeter langen Röhre werden mehrere Zellen traubenartig um die Röhre angelegt. Ungewöhnlich für Grabwespen wird die Brut mit verschiedenen Fliegen, Wanzen und Hautflüglern, insbesondere Erzwespen, Brackwespen und Ameisen versorgt. Selten werden auch Zikaden und Röhrenblattläuse (Aphididae) eingetragen. Je nach Verbreitungsgebiet sammeln die Weibchen ein und derselben Art jedoch meist nur Beute aus einer der Gruppen, in Überschneidungsgebieten sammeln sie jedoch auch aus mehreren Beutegruppen. Die Beute wird entweder im Flug, oder am Boden transportiert, indem sie mit dem Stachel aufgespießt oder mit den mittleren Beinen gepackt wird. Im Flug werden zusätzlich auch die Hinterbeine verwendet.

## Arten (Europa)
- Lindenius abditus (Kohl, 1898)
- Lindenius aegyptius (Kohl, 1888)
- Lindenius albilabris (Fabricius, 1793)
- Lindenius cabrerae Leclercq, 1960
- Lindenius ceballosi Leclercq, 1959
- Lindenius effrenus (Kohl, 1915)
- Lindenius hamilcar (Kohl, 1899)
- Lindenius hannibal (Kohl, 1898)
- Lindenius hasdrubal Beaumont, 1956
- Lindenius helleri (Kohl, 1915)
- Lindenius ibericus (Kohl, 1905)
- Lindenius ibex Kohl, 1883
- Lindenius laevis A. Costa, 1871
- Lindenius luteiventris (A. Morawitz, 1866)
- Lindenius major Beaumont, 1956
- Lindenius melinopus (Kohl, 1915)
- Lindenius merceti (Kohl, 1915)
- Lindenius mesopleuralis (F. Morawitz, 1890)
- Lindenius panzeri (Vander Linden, 1829)
- Lindenius parkanensis Zavadil, 1948
- Lindenius peninsularis (Kohl, 1915)
- Lindenius pygmaeus (Rossi, 1794)
- Lindenius sierrae Leclercq, 1989
- Lindenius subaeneus Lepeletier & Brulle, 1835

## Belege